# Escuela Militar del Libertador Bernardo O'Higgins
La Escuela Militar del Libertador Bernardo O'Higgins, más conocida como Escuela Militar, es el instituto encargado de formar oficiales para el Ejército de Chile. Sus egresados ingresan en el escalafón de oficiales con el grado de alférez.

## Historia

### Período de influencia francesa

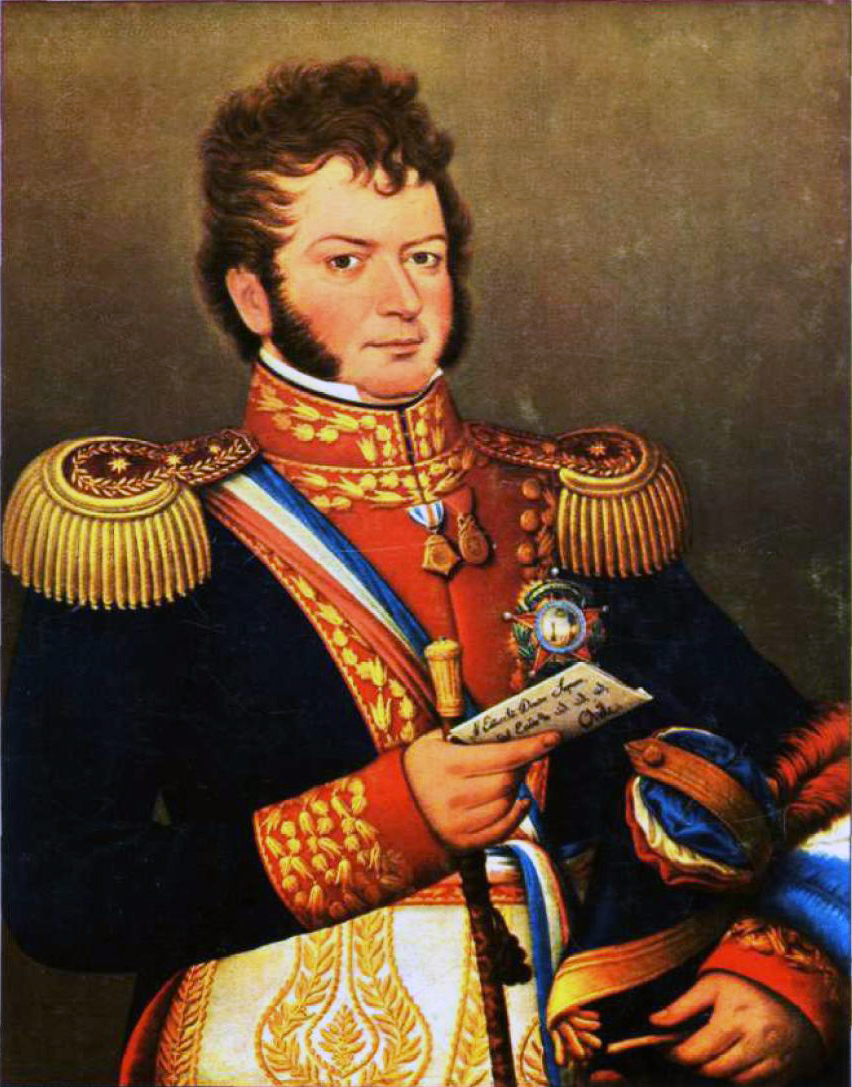
O'Higgins retratado por Gil de Castro.

El 16 de marzo de 1817 el general Bernardo O'Higgins Riquelme creó la Academia Militar de Chile con el objetivo de formar a los futuros oficiales y sargentos. En esa primera academia se formaron los soldados que tomaron parte en el sitio de Talcahuano y la batalla de Cancha Rayada, asegurando finalmente la independencia chilena. Su primer recinto funcionó en el convento de la iglesia de San Agustín (en la esquina de las calles Estado con Agustinas), del que se desalojó a los religiosos. Debido a problemas económicos fue cerrada en 1819. En 1823, el director supremo Ramón Freire intentó reabrir la academia, pero sus planes fueron frustrados debido a la situación anárquica del país.
En 1831, la academia se reabrió por ley, gracias a la gestión del presidente Joaquín Prieto y de su ministro Diego Portales, pero debido a problemas de diversa índole fue cerrada nuevamente el 1 de febrero de 1838. Gran parte de los soldados formados durante esa época fueron los vencedores en la Guerra contra la Confederación Perú-Boliviana.  
El 6 de octubre de 1842 la academia se reabrió y el 28 de septiembre de 1843 tomó definitivamente el nombre de Escuela Militar. Ahí se formaron los oficiales del Ejército y de la Armada que combatieron en las guerras contra España y del Pacífico, resultando victoriosos en ambas.
Ya sea por el prestigio militar creado por las victorias napoleónicas hasta 1812 o por la eficiencia demostrada por el ejército francés durante la posterior guerra de Crimea (1853-1856), el ejército de Chile, así como la mayoría de los ejércitos del mundo occidental del segundo cuarto del siglo XIX, siguió la organización, tradición, usanzas y vestimentas francesas del período de Napoleón III. 
Tras la disolución de la Escuela el 2 de noviembre de 1876, se reabrió en 1878 debido a la delicada situación internacional y comenzó a funcionar al año siguiente. Durante los últimos años del siglo XIX, se reorganizó la Escuela Naval Arturo Prat con alumnos de la Escuela Militar y se iniciaron las obras de construcción del nuevo recinto.

### Período de influencia prusiana

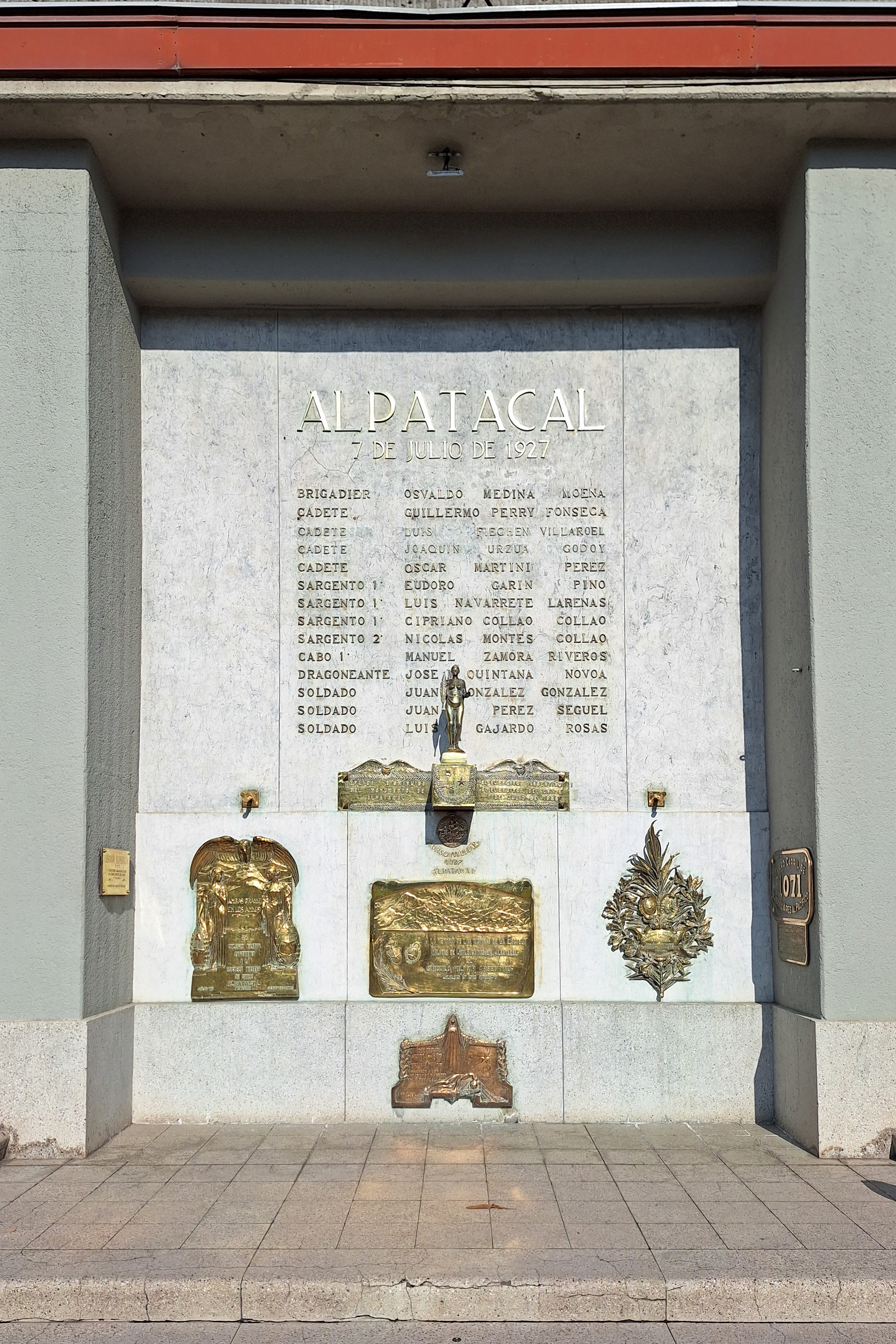
Placa en el patio Alpatacal con los nombres de los militares chilenos fallecidos en la tragedia.

Los primeros oficiales alemanes arribaron en septiembre de 1885 liderados por el capitán Emilio Körner Henze. Desde 1896 comienzan a llegar de manera masiva instructores alemanes para el Ejército de Chile. Se designa como director de la Escuela Militar al mayor Gunther von Bellow y como subdirector al mayor Hermann Rogalla von Biberstein. Ese mismo año se comienza a utilizar el casco prusiano. En 1902 se crea un nuevo reglamento redactado en conformidad a los de las escuelas prusianas y en 1905 se adopta un nuevo uniforme siguiendo el modelo alemán. En este periodo, concretamente desde 1900 hasta 1910, fue comandante en jefe, ya con grado de general, Emilio Körner, quien sentaría las bases y el modelo del actual ejército. 
En 1927 se produce la Tragedia de Alpatacal: estudiantes de la Escuela debían participar en un desfile en Buenos Aires , pero en el camino hubo un accidente ferroviario en el que fallecieron 30 personas y 31 resultaron heridas. A pesar del accidente los chilenos desfilaron en los actos. Todos los 7 de julio se conmemora esta tragedia.
En 1940, por gestión del entonces director, el general Arnaldo Carrasco Carrasco, se adquiere parte del fundo San Luis en la comuna de Las Condes, donde se construyó el nuevo recinto de la Escuela Militar, que fue ocupado gradualmente entre 1955 y 1958; antes funcionaba en un elegante edificio neoclásico construido durante el gobierno de José Manuel Balmaceda, cerca del Parque O'Higgins y que con el paso del tiempo se había hecho insuficiente para las necesidades de esta institución.

### Dictadura militar
Tras el golpe de Estado del 11 de septiembre de 1973 encabezado por el general Augusto Pinochet, fue en ella donde prestaron juramento los integrantes de la Junta Militar de Gobierno. Durante la dictadura militar, la Escuela Militar del Libertador Bernardo O'Higgins fue centro de detención y torturas. De acuerdo con la Comisión Valech, muchas personas fueron detenidas y llevadas al recinto de la Escuela Militar, entre estos estaban los altos funcionarios de la Unidad Popular como José Tohá, ministro del interior; Orlando Letelier, ministro de defensa; Ángel Masuli, Presidente del Partido Radical; el exministro de Obras Públicas; el exsenador Raúl Ampuero; el diputado Camilo Salvo; el intendente de Santiago, Julio Stuardo; el senador Luis Corvalán. Estaban a cargo directo del teniente Miguel Krassnoff Martchenko. Otros oficiales a cargo fueron Christoph Willeke y Alfredo Canales de triste recuerdo en ese periodo.
Los prisioneros eran conducidos a un subterráneo donde se les sometía a interrogatorios, permanecían amarrados y con los ojos vendados, todos incomunicados y golpeados, además sufrieron simulacros de fusilamiento, amenazas, aplicación de electricidad y obligados a permanecer en posiciones forzadas. Según los testimonios, algunos de los detenidos fueron llevados al campo de concentración de la Isla Dawson, o bien, en 1974, a los centros de tortura de la DINA, como el de Londres 38 y Cuatro Álamos.

### Últimos años

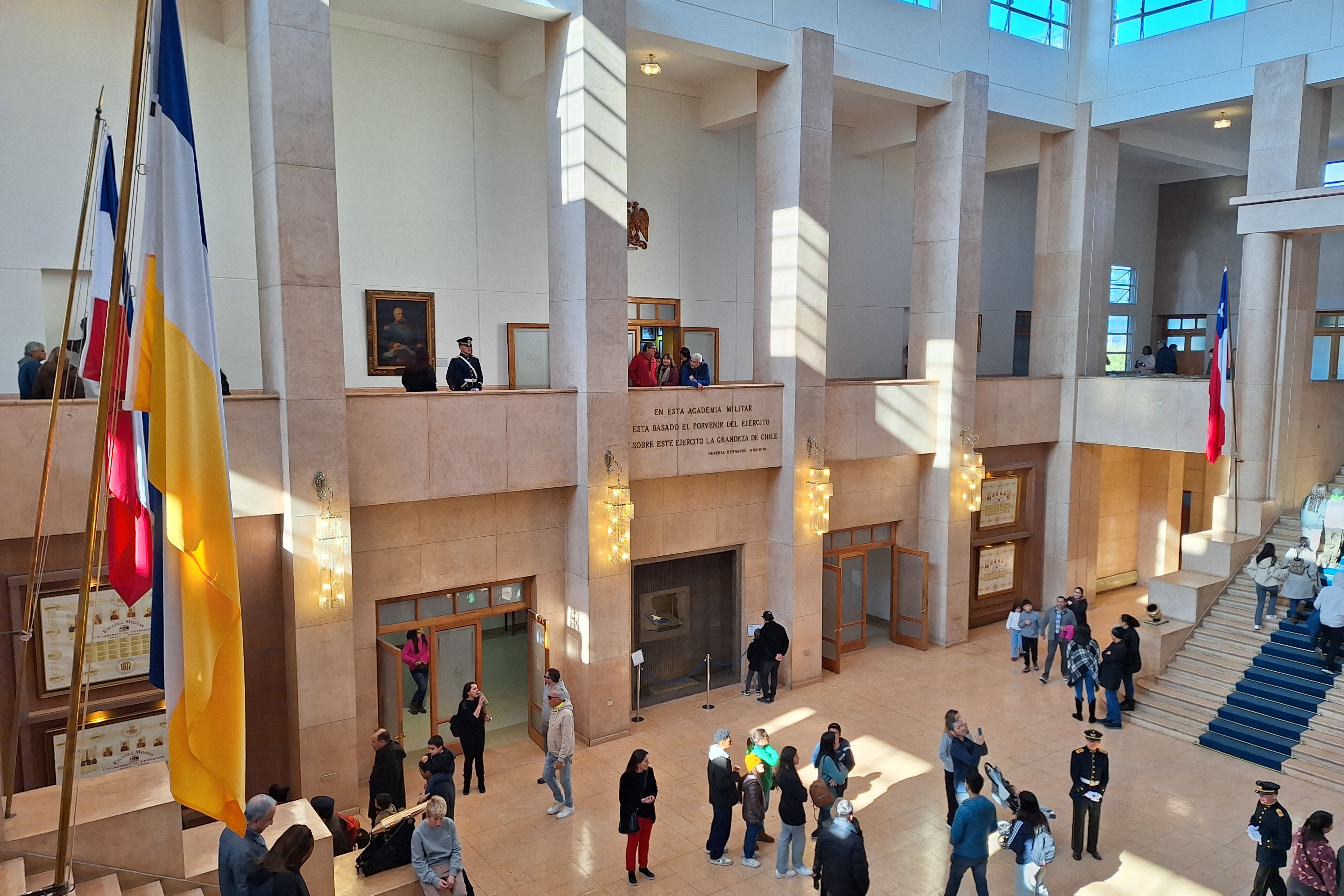
Vista del Hall del Honor de la Escuela Militar del Libertador Bernardo O'Higgins.

En 1995 comienzan a ingresar las primeras alumnas cadetes, con lo que empieza a impartirse formación militar femenina. En 2001 la malla curricular sufre un gran cambio y la enseñanza adquiere un corte de tipo universitario, lo que permite al futuro oficial egresar con el grado académico de licenciado en Ciencias Militares. Con la Ley General de Educación del año 2009, la Escuela Militar, junto con las otras escuelas matrices de las Fuerzas Armadas, pasa a ser catalogada como Institución de Educación Superior y a sus egresados se les reconocene el título profesional de "Oficial de Ejército". Actualmente, en el programa académico, cumplen un importante papel las universidades Católica, de Chile, del Desarrollo y Mayor, en las cátedras de Derecho, Cálculo, Álgebra, Física, Ciencias Políticas y Sociales.[cita requerida]
Tras su muerte el 10 de diciembre de 2006, el dictador y General (R) Augusto Pinochet Ugarte fue velado en la Escuela Militar.

## Formación académica

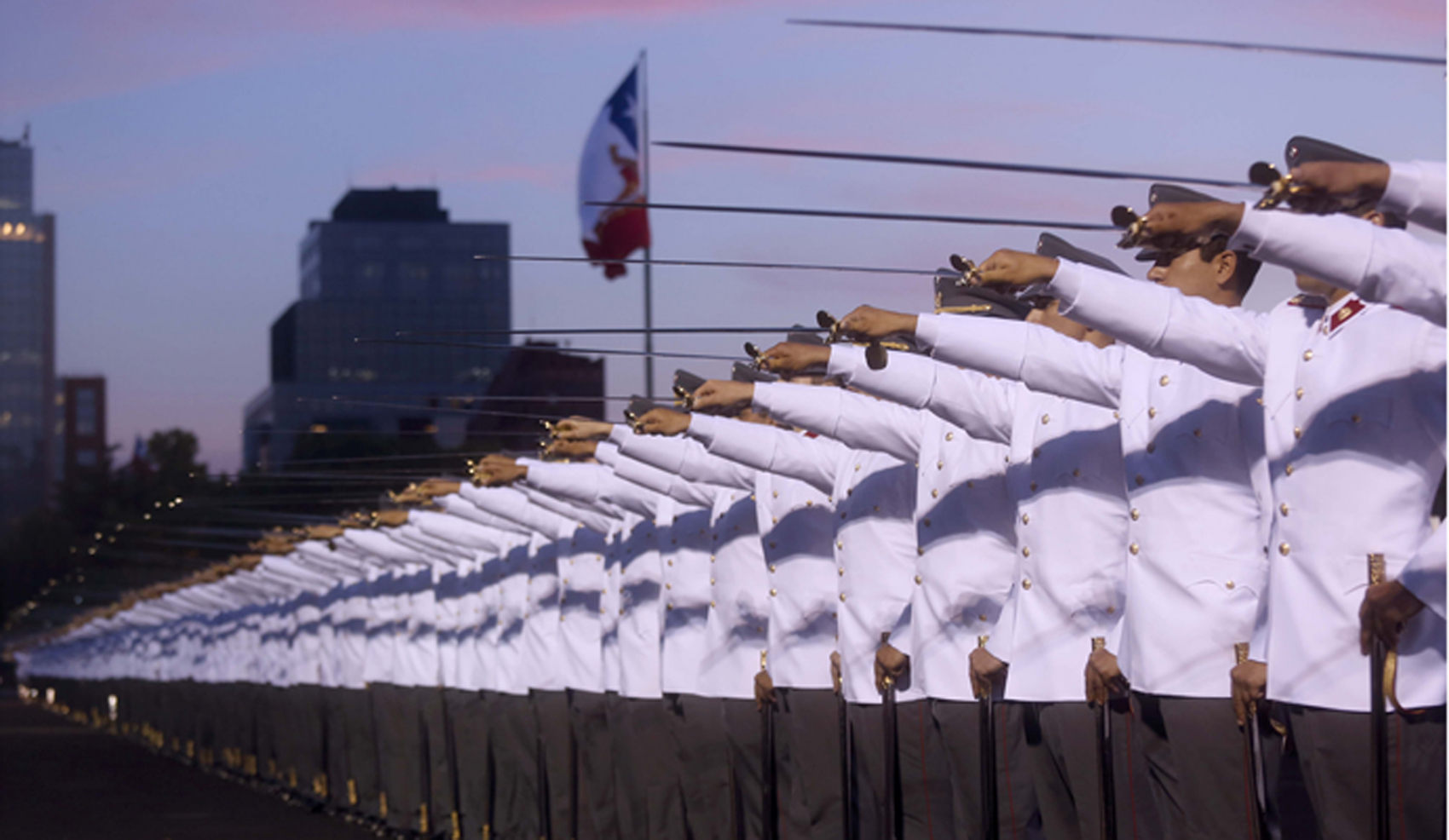
Alféreces de la Escuela Militar de Chile juran como Oficiales (2015).

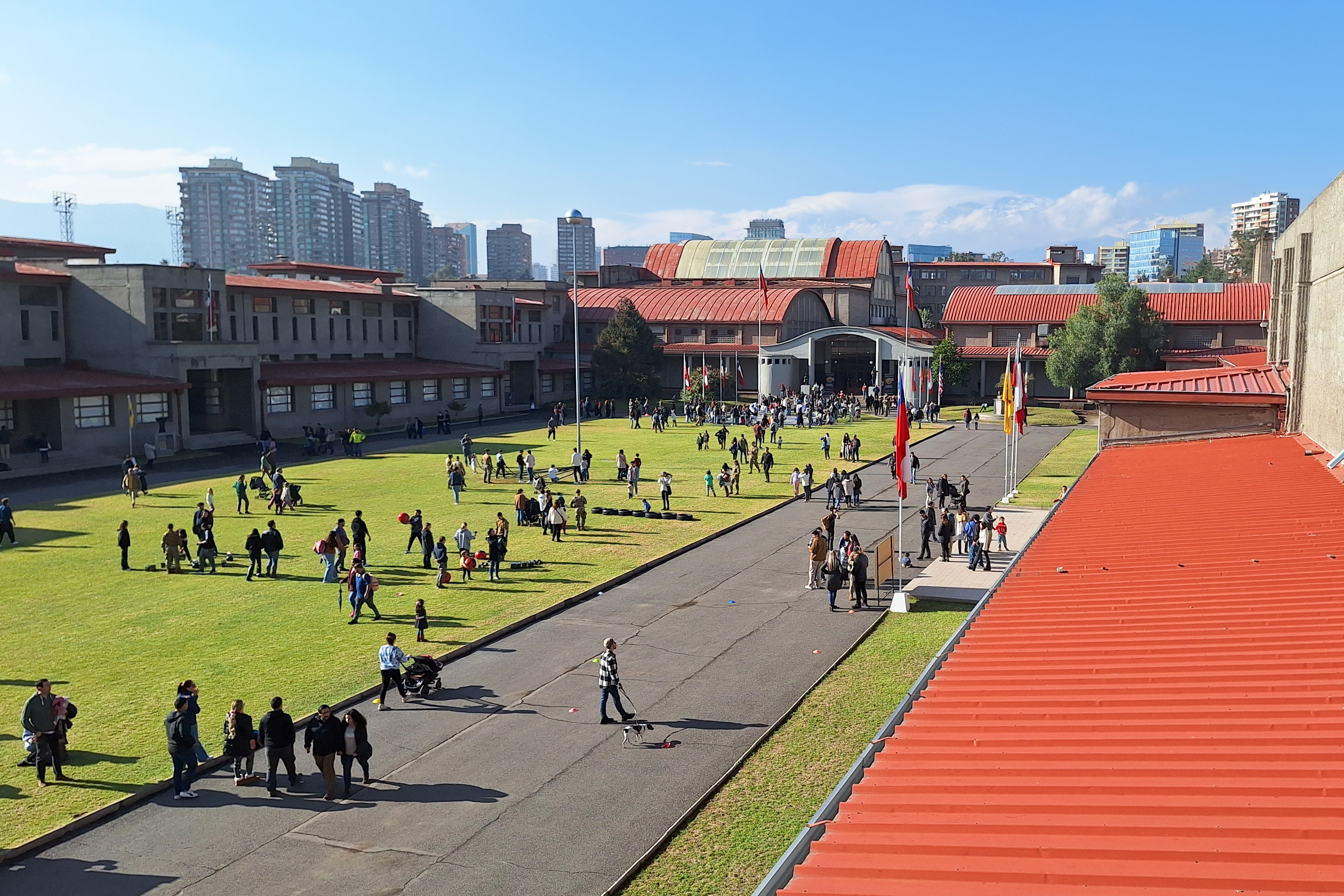
Vista del patio central de la Escuela, denominado patio Alpatacal.

Al finalizar su último año, los alumnos deben optar a uno de los siguientes escalafones militares, esta primera decisión es la que marcará el resto de su carrera:
- Armas
  - Infantería
  - Artillería
  - Caballería Blindada
  - Ingenieros
  - Telecomunicaciones

- Servicios
  - Intendencia
  - Material de Guerra
  - Servicio de Personal

Los cursos impartidos son:
- Curso Avanzado para Oficiales: Realizado durante el último año como teniente, les permite el ascenso a capitán.
- Curso Básico del Oficial Subalterno: Realizados por los alféreces, los capacita para ser comandantes de sección o asesores del mando.

Especialidades Primarias:
- Ingeniero Politécnico Militar: Les permite ejercer la dirección y administración de los recintos del Ejército y se realiza en la Academia Politécnica Militar.

- Oficial de Estado Mayor: Les permite ejercer el mando de unidades tácticas (regimientos) y se realiza en la Academia de Guerra.

Especialidades Secundarias. Es realizado por los oficiales subalternos, y se permite su acceso desde el 4° año de estudios en la Escuela. Las especialidades son:
- Buzo Táctico
- Comandos
- Guerra Electrónica
- Instructor de Educación Física
- Instructor Militar de Montaña
- Inteligencia
- Maestro de Equitación
- Observador Aéreo de Tiro de Artillería
- Paracaidista militar
- Piloto de Ejército
- Profesor Militar
- Combate especial
- Guerra especial

## Carrera

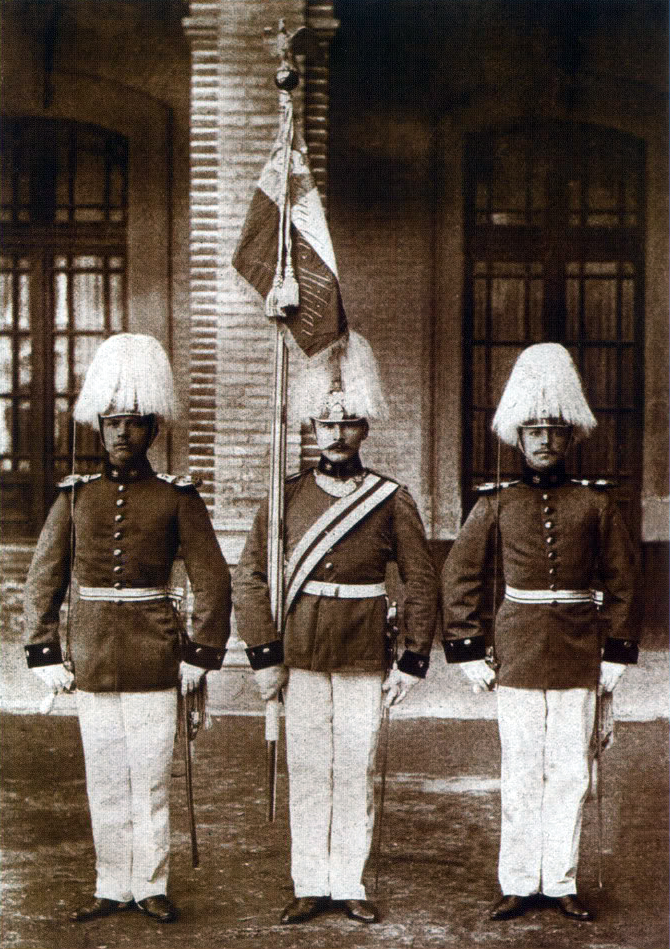
Abanderado y escoltas de la Escuela Militar en 1903.

Aquí se presenta la graduación que obtienen los cadetes y oficiales del Ejército de Chile durante su carrera militar:
| Años de estudio  | Grado      |
| ---------------- | ---------- |
| 1° - 2° - 3° año | Cadete     |
| 4° año           | Subalférez |

| Años de Oficial | Grado                         |
| --------------- | ----------------------------- |
| 1° año          | Alférez                       |
| 2° - 4° año     | Subteniente                   |
| 5° - 9° año     | Teniente                      |
| 10° - 15° año   | Capitán                       |
| 16° - 20° año   | Mayor o Subcomandante         |
| 21° - 25° año   | Comandante o Teniente coronel |
| 26° - 30° año   | Coronel                       |
| 31° - 32° año   | General de Brigada            |
| ---             | General de División           |
| ---             | General de Ejército           |

## La música en la Escuela Militar
La música y específicamente las marchas son un factor primordial en la Escuela Militar, que cuenta con la Banda de Guerra (compuesta por los cadetes) y la Banda Instrumental (compuesta por músicos profesionales), conocidos como los Penachos Rojos, encargados de llevar la música a cada lugar que va la escuela.
La música del himno de la Escuela Militar fue compuesta por Próspero Bisquertt sobre un texto del poeta Samuel Lillo.

### Himno
Coro

En los tiempos heroicos salieron

de su Alcázar en vuelo triunfal,

las Cien Águilas bravas que hicieron

grande a Chile en la América Austral.

I

Como antaño a la patria mañana,

nuevos héroes tus aulas darán.

Nuestra sangre viril y lozana,

es la misma de Maipú y Yungay.

II

Y si un pueblo menguado se atreve

nuestra enseña gloriosa insultar,

tus cachorros el crimen aleve,

en glorioso tropel vengarán.

Coro

En los tiempos heroicos salieron

de su Alcázar en vuelo triunfal,

las Cien Águilas bravas que hicieron

grande a Chile en la América Austral.

## Ubicación
Se encuentra ubicada en la calle Los Militares 4500 en la comuna de Las Condes. 
El sitio está compuesto por un conjunto de edificios coronado por uno centro con vista hacia la avenida Américo Vespucio, que fue diseñado por el arquitecto Juan Martínez Gutiérrez, creador también del Templo Votivo de Maipú y las escuelas de Derecho y Medicina de la Universidad de Chile. 
Cuenta con acceso directo desde el metro de Santiago en la estación Escuela Militar de Línea 1.